# 盛大站
盛大站位于中华人民共和国安徽省合肥市包河区繁华大道与庐州大道交叉口地下，是合肥轨道交通5号线的地铁车站。工程站名庐州大道站。

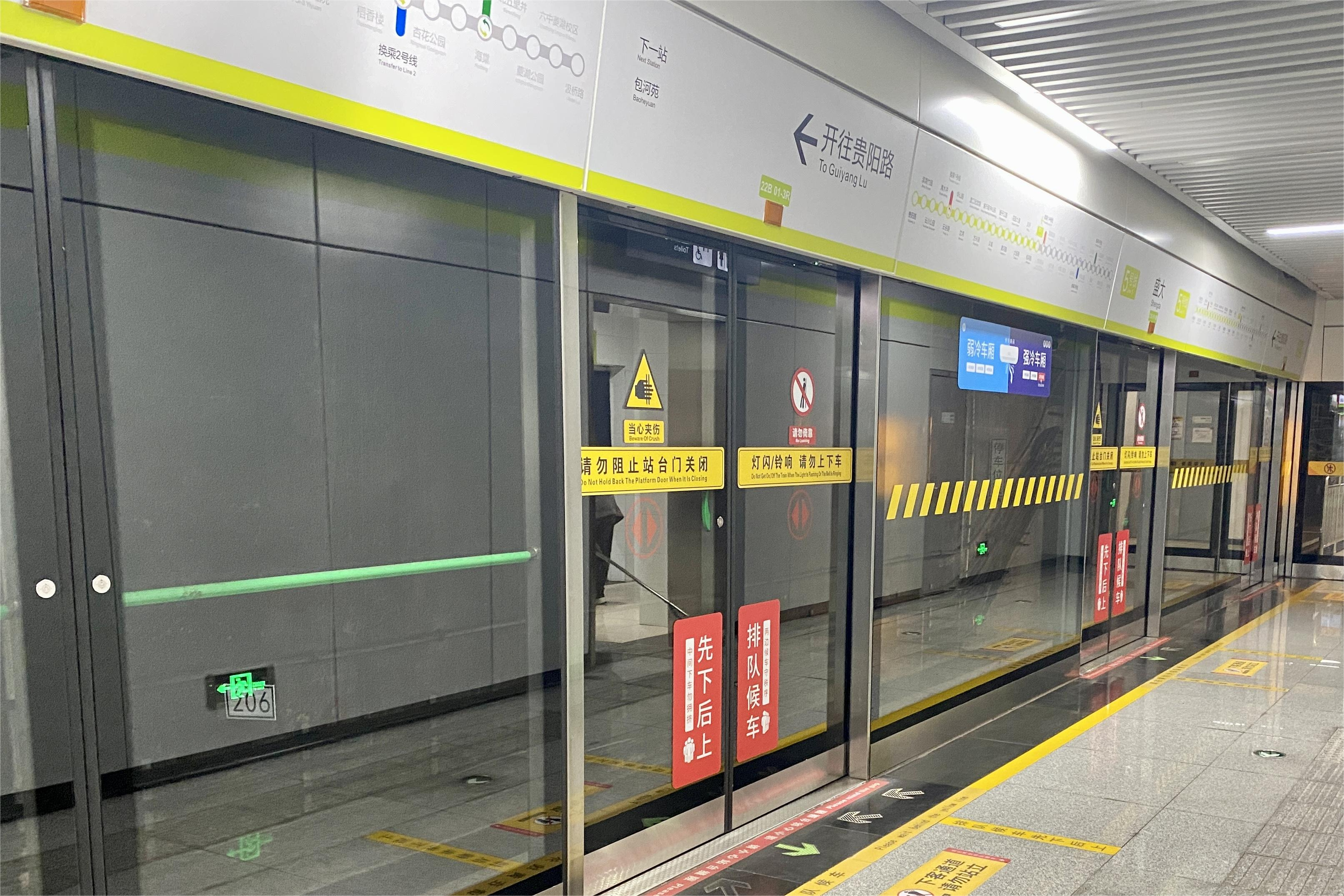
盛大车站月台（往贵阳路方向）

## 车站结构
盛大站位于繁华大道与庐州大道交叉口，为5号线与12號线换乘站， 5号线沿繁华大道北侧东西向布置，机场线拟沿繁华大道南侧东西向布置，车站为地下两层单柱双跨岛式车站，站台宽度12m。